# Arrondissement de Nivelles (Dyle)
Pour les articles homonymes, voir Arrondissement de Nivelles.
L'arrondissement de Nivelles est un ancien arrondissement du département de la Dyle. Il fut créé le 17 février 1800 et supprimé le 11 avril 1814.

## Composition
L'arrondissement comprenait les cantons de Genappe, Hérinnes, Jodoigne, Nivelles (deux cantons), Perwez et Wavre.

## Administration
En 1801, le premier sous-préfet est Berlaimont auquel succède en 1811 de Bussy de Boulancy.

## Liens
http://www.napoleon-series.org/research/almanac/c_chapter10.html